# Fresno Challenger 2003
Il Fresno Challenger 2003 è stato un torneo di tennis facente parte della categoria ATP Challenger Series nell'ambito dell'ATP Challenger Series 2003. Il torneo si è giocato a Fresno (California) negli Stati Uniti dal 29 settembre al 5 ottobre 2003 su campi in cemento.

## Vincitori

### Singolare
Alex Kim ha battuto in finale  Jeff Morrison con il punteggio di 7–5, 7–6(6)

### Doppio
Diego Ayala /  Travis Parrott hanno battuto in finale  Paul Goldstein /  Jeff Morrison con il punteggio di 7–5, 4–6, 6–3